# Eaux de 1re catégorie

En France, les eaux de 1re catégorie sont des parties du réseau hydrographique ayant certaines caractéristiques de fort impact sur la pêche en eau douce et qui sont l'objet pour cette raison d'une réglementation. Ainsi, les dates d'ouverture et de fermeture de la pêche tiennent compte du cycle de reproduction des poissons dans ce type d'eaux.

## Caractéristiques de ces cours d'eau
Les cours d'eau et eaux fermées classés dans les eaux de 1re catégorie (on dit aussi « classés en 1re catégorie ») représentent des eaux très oxygénées propices à certaines catégories de poissons comme les salmonidés. Ce sont souvent des eaux fraîches, au courant rapide en ce qui concerne les cours d'eau. Les eaux fermées sont essentiellement les lacs et étangs de moyenne et haute altitude. Un cours d'eau peut donc voir sa partie amont classée en 1re catégorie, et sa partie aval aux eaux plus calmes et plus chaudes, donc moins oxygénées, classée en eaux de 2e catégorie.